# Hoher Krippenstein
Hoher Krippenstein är ett berg i Österrike.   Det ligger i distriktet Gmunden och förbundslandet Oberösterreich, i den centrala delen av landet, 220 km väster om huvudstaden Wien. Toppen på Hoher Krippenstein är 1 972 meter över havet.
Terrängen runt Hoher Krippenstein är bergig åt nordväst, men åt sydost är den kuperad. Närmaste större samhälle är Bad Aussee, 12,7 km nordost om Hoher Krippenstein. 
Trakten runt Hoher Krippenstein består i huvudsak av gräsmarker. Runt Hoher Krippenstein är det ganska glesbefolkat, med 25 invånare per kvadratkilometer.